# Mannen (fjeld i Romsdal)
Mannen er et fjeld på 1294 m over Horgheim i Romsdalen. Formen kan minde om en enorm gås, som sidder og skuer ud over dalen. Den kan ses fra dalen.
Fjeldet er ustabilt, og man frygter et større jordskred. Fjeldet har været overvåget siden 2009.  
Et mulig delskred kan komme til at krydse dalbunden og ramme bebyggelse, jernbane og europavej E136. Elven Rauma kan også blive spærret med fare for oversvømmelse. 
I efteråret 2014 observerede man en tydelig større bevægelse i fjeldet. Det er meget følsomt for nedbør, og sidst i oktober blev flere huse evakueret, mens Raumabanen blev standset. Man har med vilje ikke forsøgt at igangsætte stenskreddet med dynamit, fordi man ikke er sikker på, hvilken effekt det vil have, da man ikke kender alle fjeldets sprækker og et eventuelt stenskred kan derfor ikke styres.

## Eksterne links
- NGU rapport om Mannen Arkiveret 29. december 2008 hos  Wayback Machine

62°27′20″N 7°46′19″Ø / 62.455556°N 7.771944°Ø